# Adhemarius daphne
Adhemarius daphne is een vlinder uit de familie van de pijlstaarten (Sphingidae). De wetenschappelijke naam van de soort werd in 1870 gepubliceerd door Jean Baptiste Boisduval.